# Ulrich Sattler
Ulrich Sattler (* 17. Februar 1937 in Berlin; † 15. Februar 2017) war ein deutscher Jurist und Richter am Bundessozialgericht.

## Leben
Nach dem Studium der Rechts- und Staatswissenschaften in Göttingen, Berlin und Marburg legte Ulrich Sattler 1961 und 1965 die beiden juristischen Staatsexamen ab. Eine Tätigkeit als wissenschaftlicher Assistent an der Ruhr-Universität Bochum schloss sich an. 
1967 wurde Sattler Richter in der Verwaltungsgerichtsbarkeit in Bremen, bevor er im Januar 1974 zum Richter am dortigen Landessozialgericht ernannt wurde.
Seit dem Oktober 1979 war Sattler Richter am Bundessozialgericht im 7. Senat, seit Dezember 1992 war er Vorsitzender Richter am Bundessozialgericht im 11. Senat, wo er jeweils für Fälle aus dem Arbeitsförderungsrecht zuständig war. Im Februar 2002 trat er in den Ruhestand. 
Ulrich Sattler starb kurz vor seinem 80. Geburtstag.

## Schriften
- Ulrich Sattler: Berufsfördernde Leistungen zur Rehabilitation – aus der Sicht des Arbeitsförderungsgesetzes (AFG). In: Die Sozialgerichtsbarkeit. 1995, ISSN 0490-1657, S. 284–288.